# Abgabenhinterziehung (Österreich)
In Österreich bezeichnet Abgabenhinterziehung eine Straftat nach Art. 1 § 33 FinStrG.
Mit folgenden Maßnahmen hat die österreichische Finanzverwaltung im Zuge der Verwaltungsmodernisierung versucht, ein modernes System zur Aufdeckung schwerer Betrugsformen und zur Sicherung des Wirtschaftsstandortes Österreich zu installieren. Der Gesetzgeber hat nun bestimmte qualifizierte Formen der Abgabenhinterziehung in den Verbrechensbegriff des § 17 StGB einbezogen. Bisher waren Finanzvergehen nicht als Verbrechen qualifiziert, da der allgemeine Teil des StGB in Finanzstrafsachen nicht anzuwenden war (Ausnahme z. B. § 23 Abs. 2 FinStrG).

## Legaldefinition
Verbrechen im Sinne der Geldwäscherei sind nun nach der Legaldefinition des § 17 StGB geregelt.
- Die Hinterziehung ausländischer Abgaben mangels Inlandsbezug (in Österreich) und mangels inländischer Abgabe (sofern keine Abgabenverletzung erfolgt) fällt nicht unter das FinStrG und würde somit keine Vortat zur Geldwäscherei darstellen. Um nun solche Verstrickungen in qualifizierte ausländische Steuerbetrugsfälle zu verhindern, gilt es bestimmte Sorgfaltspflichten und Obliegenheitspflichten (z. B. durch Banken §§ 40 ff. BWG) wahrzunehmen und im Zuge von Gestaltungsmöglichkeiten zu bedenken. Die Bedeutung der Vortat für die Geldwäscherei ist in § 165 StGB (mit Verweis auf die speziellen Ausführungen Abs. 1, 2 und 3) geregelt.
- Bei schweren Formen der Steuerhinterziehung gilt es Sanktionsmechanismen im Finanzstrafrecht (§ 33 FinStrG, § 34 FinStrG) mit den Besonderheiten der Abgabenhinterziehungen, gewerbsmäßige Abgabenhinterziehung, bandenmäßige Abgabenhinterziehung, bandenmäßiger gewalttätiger Schmuggel zu berücksichtigen.
- Die Finanzvergehen als Verbrechen und Geldwäschereivortat sind in § 17 Abs. 1 StGB und § 1 Abs. 3 FinStrG geregelt. Die Gesetzestatbestände § 38, 38 a (Bande und Gewalt) sowie der Abgabenbetrug (§ 39 FinStrG) sind wichtig. Ebenso gilt es § 2 Abs. 1 lit b und c Hinterziehung ausländischer Abgaben zu berücksichtigen.
- Als operative Einheit zur Sicherung der Chancengleichheit für die Stabilität des Wirtschaftsstandortes Österreich wurde die Finanzpolizei (nach § 12 AVOG – Abgabenverwaltungsorganisationsgesetz 2010) als spezielle Einrichtung als Überwachungs- und Kontrollinstanz eingerichtet und in das organisatorische Umfeld des BMF installiert.
- Im Zuge der Ordnungspolitik sind die Schwerpunkte auf das Ausländerbeschäftigungsgesetz (§ 26), Arbeitsvertrags-Anpassungsgesetz, allgemeine Sozialversicherungsgesetz und das Glücksspielgesetz (mit Verweis auf die Spezialbefugnisse der einzelnen Materiengesetze z. B. Auskunftsverpflichtung gem. § 50 Abs. 4 GSpG) ausgerichtet und es wird die Kontrolle zur Überwachung abgabenrechtlicher Obliegenheiten genutzt.
- Weiters sind die Befugnisse der Finanzpolizei auf das Anhalten von Fahrzeugen, auf das Befahren von Privatwegen, die Durchführung von Identitätsfeststellungen und umfassende Auskunftserteilung konzentriert.

## Sozialpsychologische Aspekte
Der Wirtschaftspsychologe Professor Erich Kirchler von der Universität Wien geht davon aus, dass Steuer- bzw. Abgabenhinterziehung nicht ausschließlich aus dem Motiv der Gier erfolgt, sondern aus einer komplexeren Motivlage zu erklären ist: 

„Der Großteil der Leute ist bereit zu kooperieren. Sie zahlen dem Kaiser, was des Kaisers ist, und begleichen Steuern ehrlich. Daneben gibt es viele Menschen, die denken: Ich habe keine andere Chance, ich muss zahlen. Auch das sind kooperationswillige Bürger, die aus Angst vor Strafen und Gesichtsverlust ehrlich sind. Dann gibt es jene, die nicht zahlen, weil sie den Autoritäten nicht trauen oder mit dem Staat nichts zu tun haben wollen. Schließlich gibt es die Spieler: Die finden Gefallen daran, gegen das Gesetz anzukommen. [...] Steuerbetrüger haben manchmal das Gefühl, dass es keine Austauschgerechtigkeit gibt. Sie empfinden, dass sie der Gemeinschaft mehr geben, als sie bekommen, oder, dass sie im Vergleich zu anderen zu viel zahlen. Oder sie vermissen ein Mitspracherecht bei staatlichen Ausgaben.“